# Mandäische Sprache

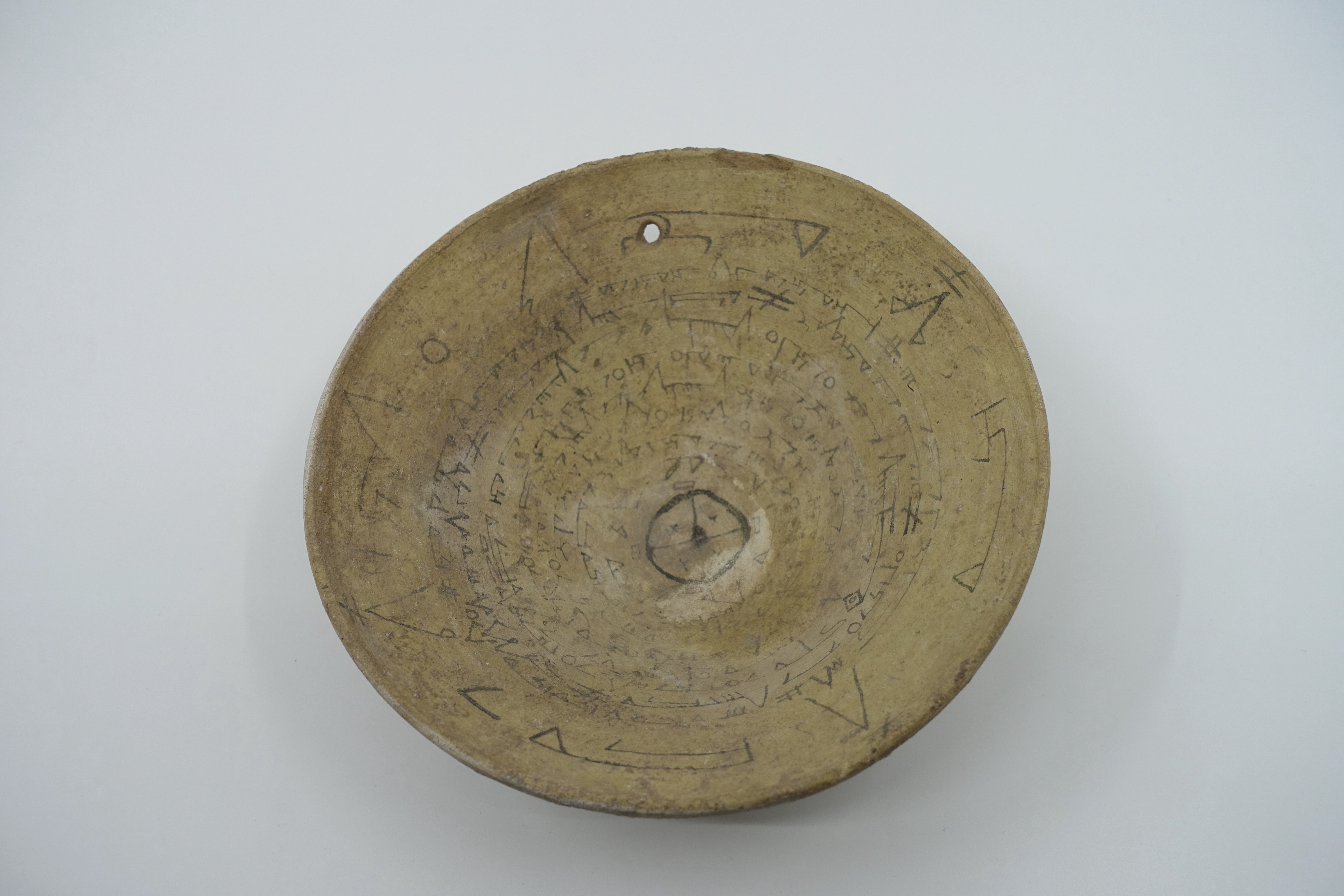
Zauberschale aus Mesopotamien, datiert zwischen den 5. und den 8. Jahrhundert, mit mandäischer Inschrift. Heute in der Sammlung des Jüdischen Museums der Schweiz.

Die mandäische Sprache gehört zur südostaramäischen Dialektgruppe innerhalb der semitischen Sprachen in der afroasiatischen Sprachfamilie und steht dem Jüdisch-Babylonisch-Aramäischen nahe, weniger dem nordostaramäischen Syrischen. Sie wird heute noch von einem Teil der Mandäer, einer gnostischen Religionsgemeinschaft, im Irak und Iran in ihren religiösen Riten und Handlungen verwendet.
Die mandäische Sprache unterteilt sich in klassisches Mandäisch und modernes Mandäisch.
Klassisches Mandäisch ist überwiegend als Liturgiesprache im Gebrauch, erscheint in den religiösen Werken der Mandäer (Ginzā, Johannesbuch, Qolasta) und findet in ihren rituellen Zeremonien Anwendung. Ferner findet es sich in den magischen Texten auf Metallamulett-Streifen (Blei, Gold, Silber) und Keramikschalen (Zauberschalen) aus der Spätantike sowie auf Papierrollen aus dem 19. und 20. Jahrhundert.
Modernes Mandäisch wird noch vereinzelt in der südiranischen Provinz Khuzistan (Ahwas, Khorramshahr) gesprochen. Die neumandäische Sprache hat Wörter und Morpheme aus dem Arabischen und Neupersischen übernommen.
Mandäisch wird in einer speziellen aramäischen Schrift, der mandäischen Schrift, geschrieben, deren Entwicklung und Herkunft bis heute noch nicht zufriedenstellend geklärt werden konnte.
Von den etwa 40.000 Mandäern spricht nur noch ein Bruchteil die Sprache außerhalb der Religionsausübung. Schätzungen von 2001 gehen von 500 Sprechern im Iran aus; die Mandäer in der iranischen Stadt Ahwas und Khorramshahr sollen die einzig verbleibende neumandäischsprachige Bevölkerungsgruppe in der Provinz Khuzistan sein.